# 己斐宗瑞

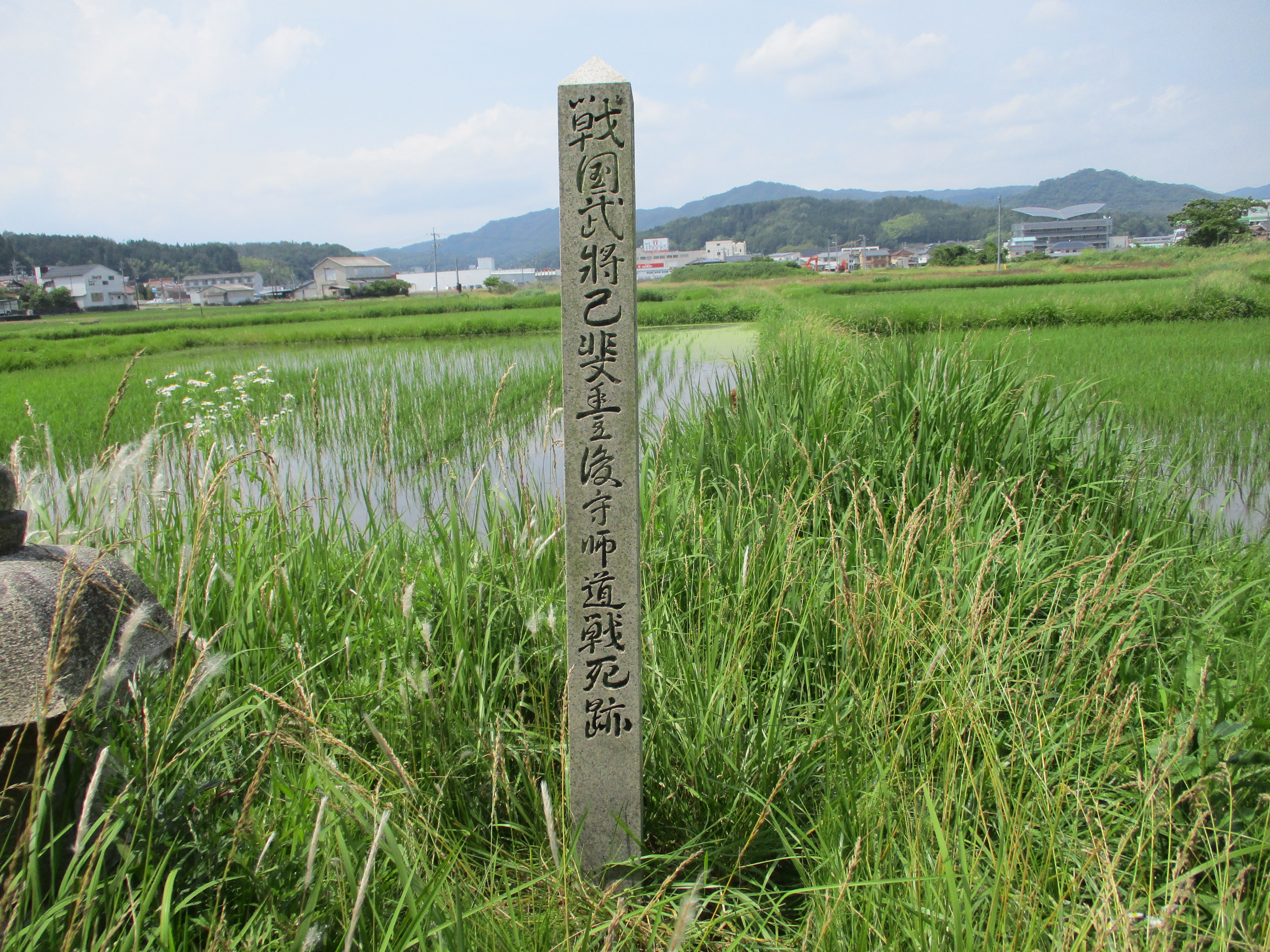
戦国武将己斐豊後守師道戦死跡

己斐 宗瑞（こい そうずい）は、戦国時代の武将。安芸武田氏家臣、己斐城主。子に己斐直之。

## 生涯
生まれた時期は不明。
初めは大内氏家臣であったが、安芸武田氏当主・武田元繁が厳島神主領に進軍してきた際に城を明け渡して降伏し、安芸武田氏の重臣になった。
永正14年（1517年）10月、武田元繁が吉川氏と毛利氏に奪われていた有田城を攻めようと出陣し、有田中井手の戦いにて毛利元就らの軍勢と戦ったが、安芸武田氏当主の武田元繁や重臣の熊谷元直、香川行景らと共に宗瑞も戦死した。

## 関連作品
- 『毛利元就』（1997年、NHK大河ドラマ、演：村田巧）